# Rembertów
Rembertów là một quận của thành phố Warzasawa, thủ đô Ba Lan. Trong giai đoạn 1939 và 1957, đây là một thị xã riêng biệt nhưng dã được chuyển thành một phần của quận Praga Południe. Giai đoạn 1994 và 2002 nó được lập thành một công xã của Warszawa-Rembertów. Thập niên 1940, đây là nơi đặt nhà tù đầu tiên của Đức Quốc xã và sau đó là của Liên Xô.
Hơn 30% diện tích quận này là rừng, một phần diện tích của quận là Khu bảo tồn rừng Kawęczyn.
Rembertów có Học viện quốc phòng (Ba Lan) được thành lập năm 1947 với tên Học viện Tổng tham mưu (Akademia Sztabu Głównego).